# Béla Bugár
Béla Bugár, né le 7 juillet 1958  à Bratislava, est un homme politique slovaque, de la minorité hongroise.
Il est le fondateur de Most-Híd, parti de la minorité hongroise ayant fait sécession avec le Parti de la communauté hongroise en 2009.